# Коган, Борис Александрович
Бори́с Алекса́ндрович Ко́ган (28 июня 1935, Керки, Туркменская ССР, СССР — 18 января 2000, Йошкар-Ола, Россия) — советский и российский строитель.  Председатель Марийского республиканского правления Научно-технического общества строителей (1963—1975), управляющий Марийским трестом крупнопанельного домостроения (1974—1992). Заслуженный строитель Марийской АССР (1982). Лауреат Государственной премии Марийской АССР (1983). Член КПСС.

## Биография
Родился 28 июня 1935 года в городе Керки Туркменской ССР.
В 1958 году окончил Московский институт инженеров водного транспорта.
В 1960 году приехал в г. Йошкар-Олу Марийской АССР: от прораба до главного технолога треста № 116, в 1974—1992 годах — управляющий Марийским трестом крупнопанельного домостроения. Под его началом возведено множество жилых зданий, объектов социального и культурного быта, в т. ч. микрорайон Сомбатхей в заречной части Йошкар-Олы.
В 1963—1975 годах — председатель Марийского республиканского правления Научно-технического общества строителей.
В 1990—1993 годах избирался депутатом Верховного Совета Марийской АССР 12-го созыва от Сернурского района. 
В 1982 году ему присвоено почётное звание «Заслуженный строитель Марийской АССР». В 1983 году присуждена Государственная премия Марийской АССР. Награждён орденом «Знак Почёта», медалями и Почётной грамотой Президиума Верховного Совета Марийской АССР.
Скончался 18 января 2000 года в Йошкар-Оле.

## Трудовые звания и награды
- Заслуженный строитель Марийской АССР (1982)[1]
- Орден «Знак Почёта» (1977)[1]
- Медаль «За доблестный труд. В ознаменование 100-летия со дня рождения Владимира Ильича Ленина» (1970)[1]
- Государственная премия Марийской АССР (1983) — за строительство здания школы № 11 в Йошкар-Оле[1]
- Почётная грамота Президиума Верховного Совета Марийской АССР (1985)[1]